# Vlag van Yamanashi

Vlag van Yamanashi (ratio 7:10)

De prefecturale vlag van Yamanashi bestaat uit een donkerpaars vlak met een wit en geel vlagembleem dat verschilt van het prefecturale embleem. Het is gestileerd kanji 人 [hito] (wat "persoon" betekent) 山 [yama] (wat "berg" betekent) in geel, wat harmonie en samenwerking van de inwoners uitdrukt, omsloten door de witte silhouet van de berg Fuji, die op de grens van Yamanashi met Shizuoka ligt. De paarse kleur staat voor de lokale druivenspecialiteit, de witte kleur voor zuiverheid en de gebogen lijn voor flexibiliteit en onbeperkte verbetering. De prefecturale vlag werd op 1 december 1966 aangenomen. Het ontwerp is gebaseerd op de mon van de Takeda-clan, die heerste over de provincie Kai.